# Fiugajny
Fiugajny – część miasta Ostróda. Rozpościera się wzdłuż Szosy Elbląskiej na północ od centrum miasta.